# Coronel Oviedo
Coronel Oviedo je město v Paraguayi, centrum departementu Caaguazú a sídlo římskokatolické diecéze. Nachází se ve vysočině Cordillera de Caazapá 130 km východně od Asunciónu a žije v něm okolo 120 000 obyvatel (rok 2019).
Byl založeno roku 1758 pod názvem „Nuestra Señora del Rosario de Ajos“ (Naše paní česnekového růžence), v roce 1931 bylo přejmenováno na Coronel Oviedo (poručík Oviedo) podle hrdiny paraguayské války Florentína Ovieda. Říká se mu také „capital de trabajo“ (hlavní město práce).
Město je významnou dopravní křižovatkou s potravinářským a dřevozpracujícím průmyslem. V okolí se chová hovězí dobytek a pěstuje cukrová třtina, citrusové plody a tabák.
Narodil se zde bývalý prezident Paraguaye Nicanor Duarte.